# Garawol
Garawol est un village de l'Est de la Gambie situé dans le district de Kantora dans la division supérieure du fleuve Upper River Region, près de la frontière avec le Sénégal. Garawol est peuplée par des Soninkés/Sarahulés et est considéré comme le plus grand village soninké en Gambie[réf. nécessaire].
En 2012, sa population était estimée à 8 124 habitants.
Le chef du village est de la famille des Ceesay[réf. nécessaire]. L'organisation sociale est structurée selon le système des castes très en vigueur dans les communautés soninkés : "hommes libres", "serviteurs", "forgerons", "cordonniers", "marabout" etc.